# Aílton Soares de Oliveira
Aílton Soares de Oliveira (São Paulo, 1 de julho de 1980) é um advogado e jurista brasileiro especializado em direito civil, constitucional e tributário.
É fundador e sócio principal do escritório A.Soares de Oliveira Advogados, com sede em São Paulo e Brasília. Reconhecido por sua atuação em casos complexos e estratégicos, especialmente em Tribunais Superiores como o Superior Tribunal de Justiça (STJ) e o Supremo Tribunal Federal (STF); contribui ativamente para debates jurídicos relevantes no país.

## Formação Acadêmica
Aílton Soares de Oliveira é graduado em Direito, com pós-graduação em Direito Tributário pela Pontifícia Universidade Católica de São Paulo (PUC-SP) e especialização em Direito Eleitoral pela Escola Paulista da Magistratura (EPM).

## Carreira
Após acumular experiência sendo sócio em escritórios renomados, fundou, em 2016, o A.Soares de Oliveira Advogados. O escritório é uma boutique jurídica que se destaca por sua atuação nas áreas de Direito Civil, Constitucional, Agrário, Família e Sucessões, e Tributário, atendendo clientes de diversos setores, como Administração Pública, Energia, Imobiliário e Papel e Celulose.
Aílton é conhecido por sua abordagem inovadora, utilizando tecnologias jurídicas avançadas, incluindo inteligência artificial, para aprimorar a avaliação de riscos e desenvolver estratégias jurídicas eficazes. Seu comprometimento com resultados e a atualização constante da equipe são marcas registradas de sua prática profissional.

## Reconhecimento
- Destacado no Diretório Nacional da Advocacia 2024 como um dos principais advogados em sua área de atuação.

## Contribuições para o Direito
Participa ativamente de discussões sobre reformas jurídicas no Brasil, especialmente nos campos do Direito Tributário e Direito Constitucional. Seus artigos e análises são publicados em veículos especializados e de grande circulação, contribuindo para o debate jurídico nacional.

## Publicações e Artigos Selecionados
- "Musk's latest nemesis: A Brazilian judge risking overreach in hate speech fight", The Wall Street Journal, 2024.[1]
- "De doação a seguro: Reforma tributária acelera caça por formas de pagar menos ITCMD", InfoMoney, 2024.[2]
- "Uma história de ativismo judicial: O STJ e o conto do pedófilo", ConJur, 2024.[3]
- "A execução forçada de cláusulas de arbitragem", ConJur, 2023.[4]
- "A inconstitucionalidade da Lei de Imprensa e a atual liberdade de expressão", Estadão, 2023.[5]
- "Supremo criou casta de criminosos políticos", ConJur, 2019.[6]
- "Como será a eleição para o novo procurador-geral da República", in Exame, 2019.[7]